# Laskowskie
Laskowskie – wieś w Polsce położona w województwie podlaskim, w powiecie suwalskim, w gminie Wiżajny.
W latach 1975–1998 miejscowość administracyjnie należała do województwa suwalskiego.
Na północ od wsi, w odległości ok. 1,2 km, przebiega granica z Litwą.